# Ehm Welk
Ehm Welk (ur. 29 sierpnia 1884 w Biesenbrow, części Angermünde, zm. 19 grudnia 1966 w Bad Doberan) – niemiecki dziennikarz, literat i pisarz, działacz edukacyjny w NRD, profesor na Uniwersytecie w Greifswaldzie.

## Życiorys
Ukończył szkołę jednoklasową w Biesenbrow. Do Szczecina przybył w roku 1900, tutaj odbył praktykę handlową. W 1904 został dziennikarzem w „Stettiner Neueste Nachrichten”, rok później był już redaktorem naczelnym gazety w Bremerhaven, a potem w Brunszwiku. Od 1904 do 1922 był redaktorem lub redaktorem naczelnym kilku gazet w Niemczech (mając 21 lat był najmłodszym redaktorem naczelnym w kraju – w Provinzial-Zeitung w Bremerhaven). Związał się z ideami socjalistycznymi i zakładał struktury Niemieckiej Partii Demokratycznej w Brunszwiku. Swoje poglądy wyraził m.in. w sztuce Gewitter über Gottland z 1927, którą wystawił Erwin Piscator w Volksbühne Theater w Berlinie. W 1923 wyjechał do Ameryki z powodu zakazu wykonywania zawodu w Niemczech. W latach 1927 – 1934 był dziennikarzem „Zielonej Poczty” wydawnictwa Ullstein. W 1934 aresztowano go za artykuł „Herr Reichsminister, ein Wort, bitte” opublikowany pod pseudonimem Thomas Trimm i osadzono w obozie koncentracyjnym Sachsenhausen. W 1935 przeniesiony został do Lübbenau, a następnie zwolniony. Pozwolono mu publikować jedynie utwory nie związane z polityką, w czym odnosił duże sukcesy (np. Die Heiden von Kummerow z 1937). W 1940 kupił dom z ogrodem w dzisiejszych Dołujach (wówczas: Neuenkirchen) i mieszkał tam do roku 1945.  Pomiędzy 1935 a 1952 napisał większość swoich dzieł. W 1944 otrzymał Nagrodę im. Ernsta Moritza Arndta, a w 1945 wstąpił do Komunistycznej Partii Niemiec i przeprowadził się do Ückermünde, a w 1946 do Schwerinu, gdzie został dyrektorem centrum edukacji dorosłych. Założył sześć centrów edukacji dorosłych na terenie Meklemburgii. W 1950 przeniósł się do Bad Doberan. Kontynuował tam działalność literacką. W 1964 został profesorem na Uniwersytecie w Greifswaldzie.

## Nagrody
Za twórczość literacką otrzymał odznaczenia państwowe NRD, w tym Nagrodę Narodową i Patriotyczny Order Zasługi. Nadano mu tytuł honorowego obywatela Bad Doberan i Angermünde oraz doktorat honoris causa wydziału filozoficznego Uniwersytetu w Greifswaldzie.

## Galeria

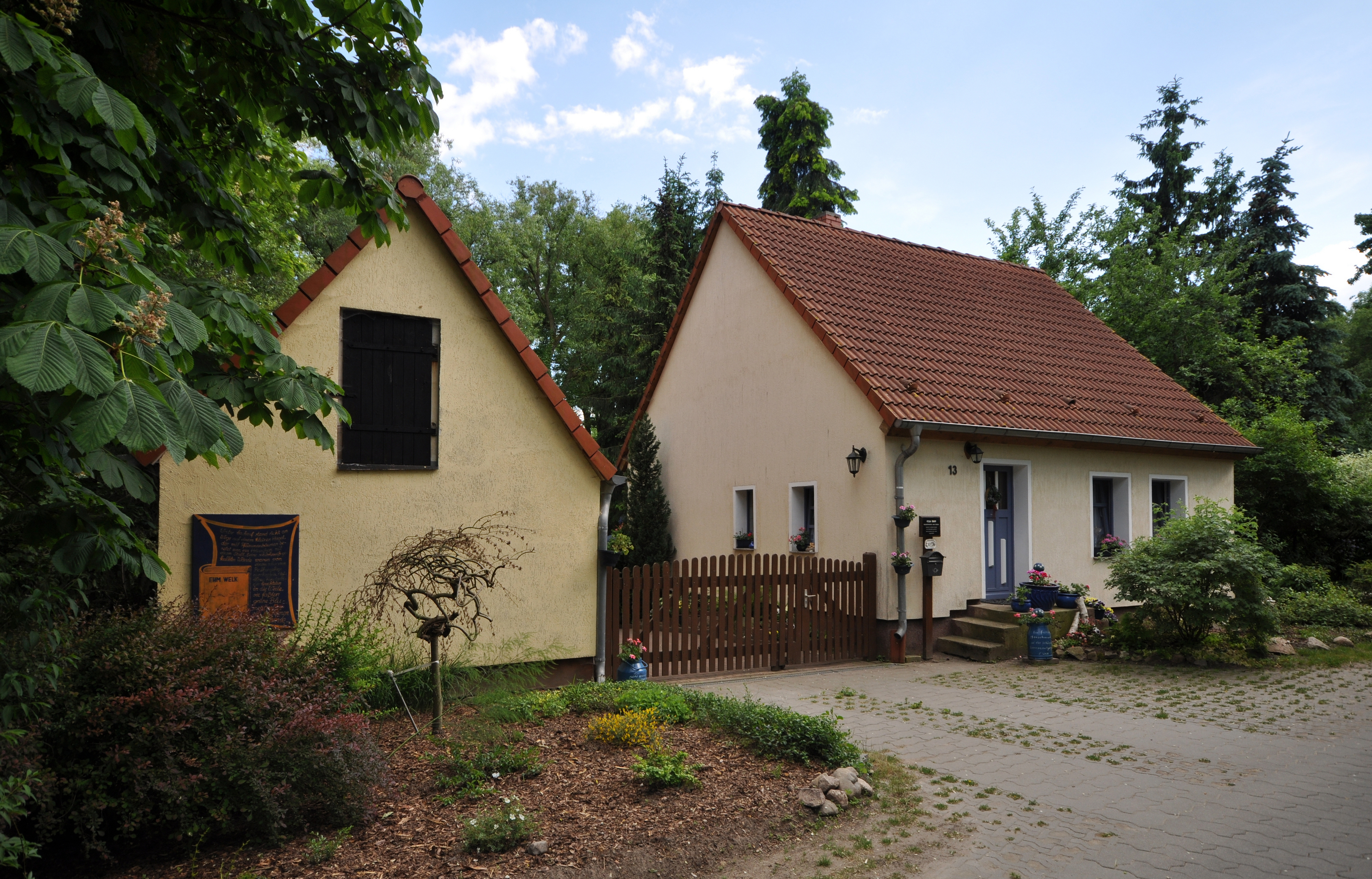
Dom rodzinny w Biesenbrow
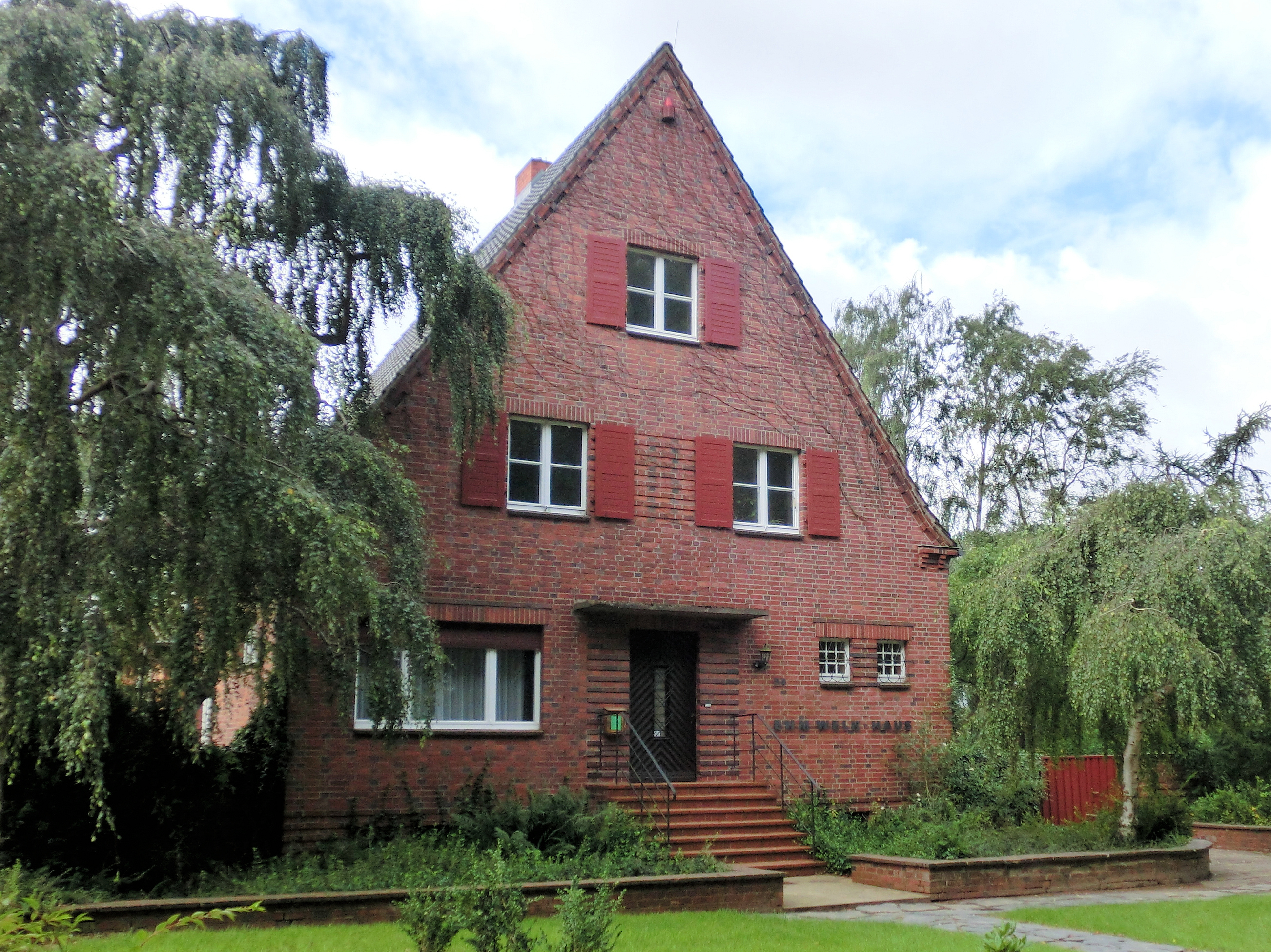
Dom Welka w Bad Doberan
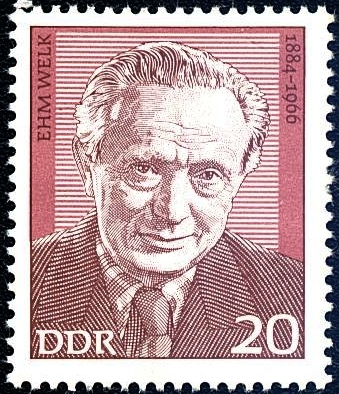
Welk na znaczku NRD
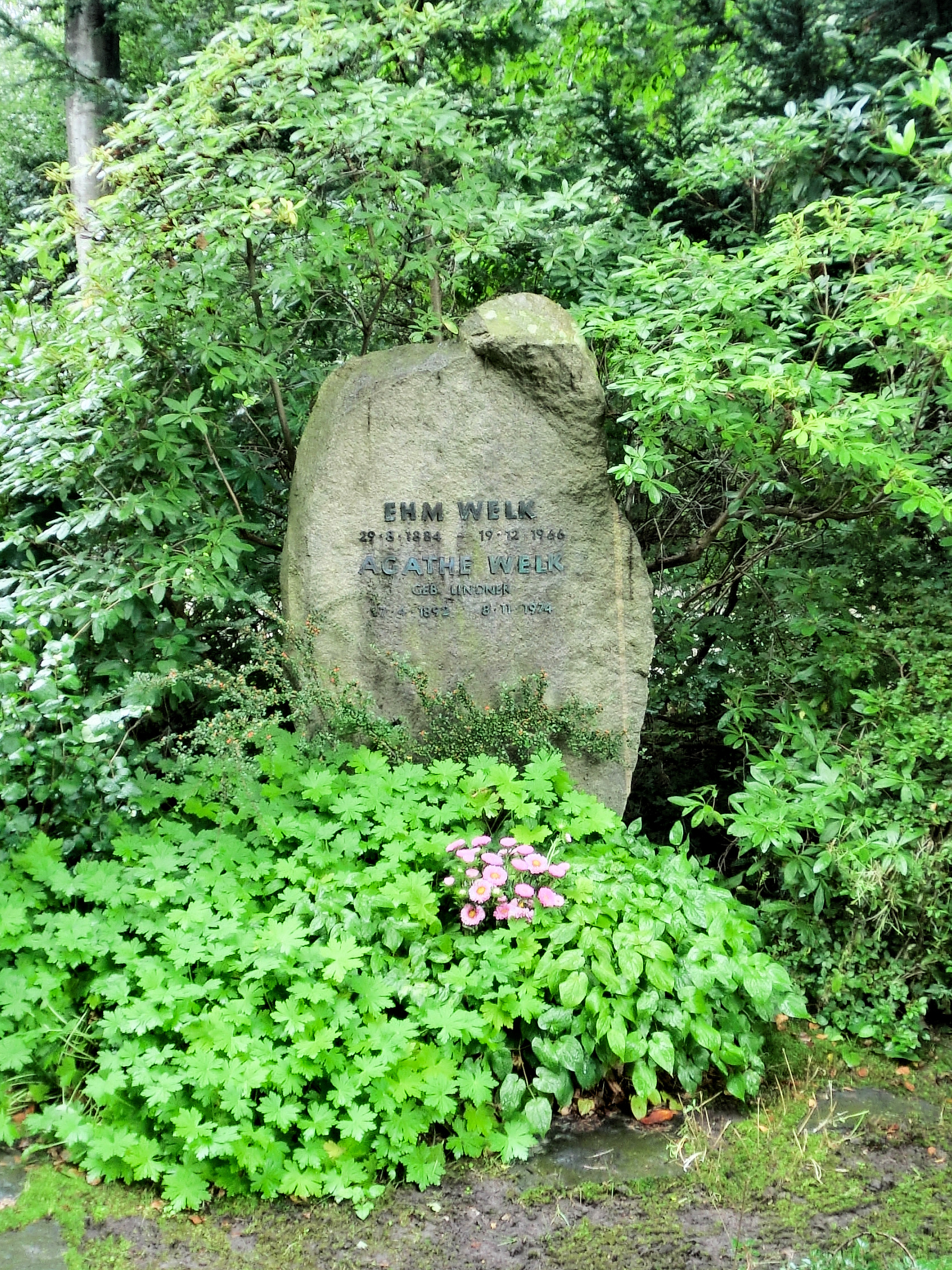
Nagrobek w Bad Doberan